# Zugunruhe
In etologia, lo zugunruhe è un comportamento irrequieto che si presenta negli animali migratori, e specialmente negli uccelli, a cui viene impedito di migrare. Nel caso di animali tenuti in gabbia tale comportamento si manifesta durante la stagione migratoria. 

## Nell'etologia
Gli studiosi del comportamento animale sono stati in grado di analizzare i controlli endocrini e i meccanismi di navigazione associati con la migrazione grazie allo studio dello zugunruhe.
Il termine, adottato oggi anche nel resto del mondo, è di origine tedesca. Si tratta di una parola composta da Zug, che significa "movimento, migrazione" (Zugvogel è un "uccello migratore"), e da Unruhe, letteralmente "ansia, irrequietezza". In tedesco la parola è di genere femminile, mentre il prestito in italiano è maschile.
Il fenomeno dello zugunruhe è solitamente ritenuto presente solo nelle specie migratorie, ma studi su specie stanziali hanno mostrato anche in queste ultime un livello seppur basso di zugunruhe, suggerendo che il meccanismo endogeno per il comportamento migratorio potrebbe essere presente anche nelle specie sedentarie.

## Nella cultura di massa
Lo zugunruhe viene citato nell'incipit della quinta puntata della prima stagione di Heroes, serie televisiva americana. In questo contesto la parola riveste un significato spirituale che va al di là di quello letterale:
(Quinta puntata, prima stagione, Heroes)